# Maj 2003
Koncert Petera Gabriela w Poznaniu

## 23 maja2003
- Prezes NFZ Aleksander Nauman został odwołany.

## 25 maja2003
- Izrael zaakceptował amerykański plan pokojowy dla Bliskiego Wschodu, zakładający że do 2005 r. zostanie utworzone państwo palestyńskie.
- Néstor Kirchner został zaprzysiężony jako prezydent Argentyny.

## 27 maja2003
- Rozpoczął się proces Grzegorza Wieczerzaka (byłego prezesa PZU Życie), któremu zarzuca się narażenie spółki na 173 mln zł strat.

## 30 maja2003
- Wizyta prezydenta Busha w Krakowie.